# Первомайский электромеханический завод
Первомайский электромеханический завод (укр. Первомайський електромеханічний завод) — промышленное предприятие в городе Первомайске Луганской области Украины (под российской оккупацией). 

## История
В 1889 году Теодор Боссе и Генрих Геннефельд, осуществляя реконструкцию построенной в 1873 году бумажной фабрики, создали на её базе литейно-механический завод, который ремонтировал шахтное оборудование,, а также выпускал подъемные паровые лебёдки, насосы для рудников и чугунные отливки.
В начале 1919 года предприятие было национализировано.
В дальнейшем, в ходе боевых действий гражданской войны завод был разрушен, но в начале 1920х годов восстановлен как литейно-механический завод им. Карла Маркса.
В ходе индустриализации СССР завод увеличил объемы производства обеспечивал потребности угольной и химической промышленности. 
В 1937 году на заводе были реконструированы котельный цех и механосборочный цех, проложена железнодорожная ветка и водопровод, после чего завод освоил выпуск лебедок, скреперов, пневматических и ручных угледробилок, вентиляторов, насосов, приводов для угольных лав, запасных частей к буровым машинам и иной продукции.
После начала Великой Отечественной войны в связи с приближением к городу линии фронта в октябре 1941 года завод был эвакуирован в г. Черемхово Иркутской области, где производил в основном оборонную продукцию. Здания и сооружения завода были полностью разрушены в период немецкой оккупации города. После освобождения Первомайска 3 сентября 1943 года началось восстановление предприятия. С восстановлением мощностей, в профиль деятельности завода вошел ремонт и восстановление электрооборудования, затопленного во время войны – электродвигателей, трансформаторов, пускорегулирующей аппаратуры.
В 1946 году завод начал освоение производства взрывозащищенных электродвигателей, для осуществления которого были произведены работы по переоснащению предприятия. Завод выпустил первые электродвигатели менее чем через год.
В 1955 году завод произвёл продукции на сумму 44,9 млн. рублей.
С конца 1950-х годов завод им. К. Маркса стал одним из ведущих предприятий страны по разработке и выпуску взрывозащищённого и рудничного оборудования для угольной, нефтеперерабатывающей и газовых отраслей, работающих в условиях взрывоопасного производства.
В соответствии с восьмым пятилетним планом развития народного хозяйства СССР (1966 - 1970) было проведено расширение производственных площадей завода.
В целом, в 1950е - 1980е годы завод являлся одним из крупнейших предприятий города, на балансе находились объекты социальной инфраструктуры. 
В мае 1995 года Кабинет министров Украины утвердил решение о приватизации завода, в дальнейшем 26 июня 1995 года завод был реформирован в ОАО «Первомайский электромеханический завод им. К. Маркса».

## Современное состояние
Завод является производителем взрывозащитных асинхронных электродвигателей мощностью от 4 до 800 кВт, напряжением от 380 до 6000 В, частотой вращения от 600 до 3000 об/мин., а также специальных и многоскоростных электродвигателей для привода механизмов в угольной, горно-шахтной, химической, нефтеперерабатывающей, газовой и других отраслях промышленности со взрывоопасной средой.